# Calenzano
Calenzano é uma comuna italiana da região da Toscana, província de Florença, com cerca de 14.838 habitantes. Estende-se por uma área de 76 km², tendo uma densidade populacional de 195 hab/km². Faz fronteira com Barberino di Mugello, Campi Bisenzio, Prato (PO), San Piero a Sieve, Sesto Fiorentino, Vaglia, Vaiano (PO).

## Demografia
| Variação demográfica do município entre 1861 e 2011                               |
|                                                                                   |
| Fonte: Istituto Nazionale di Statistica (ISTAT) - Elaboração gráfica da Wikipedia |